# آرتور کاول
آرتور کاول (به انگلیسی: Arthur Cowell) بازیکن فوتبال زادهٔ ۲۰ مه ۱۸۸۶ اهل انگلستان بود که سابقهٔ بازی در تیم ملی فوتبال انگلستان را در کارنامهٔ خود دارد. وی در تاریخ ۱۲ فوریه ۱۹۱۰ تنها بازی ملی خود را در مقابل تیم ملی فوتبال ایرلند انجام داد.